# Den hvide Rytterske
Den hvide Rytterske er en dansk stumfilm fra 1915, der er instrueret af Alfred Cohn.

## Handling
Denne artikel mangler et handlingsreferat. Hjælp os med at skrive det.

## Medvirkende
- Olaf Fønss - Willi Cornel, kunstmaler
- Robert Schyberg - Henri Parker, dr. med.
- Baptista Schreiber - Miss Evelyn, Den hvide rytterske
- Axel Boesen